# Tegecoelotes dorsatus
Tegecoelotes dorsatus là một loài nhện trong họ Amaurobiidae.
Loài này thuộc chi Tegecoelotes. Tegecoelotes dorsatus được miêu tả năm 1936 bởi Uyemura.